# Денетор ІІ
Денетор ІІ, син Ектеліона (2930—3019 рр. Третьої Епохи) — персонаж легендаріуму Дж. Р. Р. Толкіна, двадцять шостий Намісник королівства Ґондор. Роки правління — 2984—3019 Т. Е.

## Життєпис
Був дуже гордим та звитяжним, давно жоден із правителів не виявляв такої істинно королівської гідності. Був мудрим, далекоглядним і любив книги.
Прийнявши правління, одразу показав себе владним правителем, що тримав країну міцно в руках. Говорив він мало, поради вислуховував, але все робив по-своєму. Денетор відбив у сил Мордора руїни Осґіліата і закріпив там першу лінію оборони, відбудував напівзруйновану систему укріплень Раммас Ехор.
Одружився пізно, у 2976 р., з дочкою князя Дол — Амрота Фіндуілас, що народила від нього двох синів, Боромира і Фарамира, а через 12 років померла. Смерть дружини зробила Денетора ще суворішим і мовчазним.
Відтоді він часто проводив час, глибоко увійшовши в думи, передбачаючи швидкий напад Мордору. Пізніше виявилось, що у гордині і відчаї, сподіваючись на свої силу і волю, він зазирнув у палантир Білої Вежі, яким не користувалися з часів короля Еарнура, відтоді як палантир Мінас-Ітіля потрапив до рук Ворога. Він дізнавався про те, що діється в його володіннях, і народ дивувався мудрості і прозорливості правителя.
Денетор ІІ кинув виклик Сауронові, але всієї його волі не вистачило, щоб перемогти Темного Володаря. Той не зміг перетягти Намісника на свій бік, однак, показуючи йому міць Мордору, заронив відчай у його серце, і Денетор швидко постарів. Одночасно зростала і гординя правителя: з кожним роком він усе менше довіряв ворогам Мордору, якщо вони не були його слугами.
Також крізь палантір він бачив Араґорна і все більше підозрював Ґандальфа та ельфів у тому, що вони хочуть відняти в нього владу, передавши трон, як йому здавалося, «своїй маріонетці».
Страшним ударом для Намісника стала смерть старшого сина Боромира. Після цього у його діях стало проявлятись безумство. Так, розгнівавшись на молодшого сина, що випустив Фродо з Перснем Всевладдя, він відправив Фарамира утримувати укріплення Раммас Ехора у передмістях Мінас-Тіріта, незважаючи на очевидну розтрату сил. Коли Фарамир повернувся звідти важкопораненим із чорною недугою, Денетор впав у депресію і намагався покінчити життя самогубством — спаленням себе і Фарамира, якого він вважав безнадійним. Однак, завдяки мужності Переґріна Тука, непокорі стражника Береґонда і швидкому втручанню Ґандальфа, Фарамира було врятовано і згодом вилікувано. Денетор безславно загинув у вогні.

## Інтерпретації
У кінотрилогії Пітера Джексона «Володар Перснів» («Дві Вежі» та «Повернення короля») роль Денетора виконав австралійський кіноактор Джон Ноубл, що отримав за участь у зйомках одразу декілька нагород, у тому числі National Boardnof Rewiew USA, Soreen Actors Guild Award та Broodcast Film Association USA Award.